# NJPW Strong
NJPW Strong es una marca de lucha libre profesional y antiguo programa de televisión producido por New Japan Pro-Wrestling (NJPW) bajo su filial New Japan Pro-Wrestling of America (NJoA). Se transmitió los sábados a las 8 p. m. ET en el servicio de transmisión por streaming de NJPW, NJPW World. El programa debutó el 7 de agosto de 2020 luego de ser anunciado en una conferencia de prensa el 31 de julio, y terminó con su episodio final emitido el 28 de enero de 2023.
Tras el final del programa, NJPW Strong se convirtió en la marca de los eventos de NJPW celebrados en Estados Unidos. Estos eventos se distribuyen en directo a través de PPV bajo la marca NJPW Strong Live, y posteriormente se distribuyen como entregas semanales de la serie NJPW Strong on Demand.

## Historia
El 24 de noviembre de 2014, AXS TV anunció que había adquirido una serie de trece episodios con luchas de New Japan Pro-Wrestling bajo el nombre de AXS TV Fights. La serie era una adaptación en inglés del propio programa de televisión de NJPW, NJPW World Pro Wrestling, producido por TV Asahi. La serie se estrenó el 16 de enero de 2015, emitiéndose los viernes por la noche. Esta fue la primera vez que NJPW se emitió en una cadena de televisión estadounidense desde su formación en 1972. Sin embargo, para diciembre de 2019, el acuerdo había expirado y el contenido de NJPW ya no se transmitiría en AXS TV.
El 31 de julio de 2020, NJPW llevó a cabo una conferencia de prensa, donde se anunció NJPW Strong, el cual incluirá luchas del torneo New Japan Cup USA 2020. Este programa también marcaría un paso más en la expansión de NJPW en los Estados Unidos, ya que la serie sería producida por la filial estadounidense de NJPW, "New Japan Pro-Wrestling of America".
El episodio estreno de Strong se llevó a cabo el 7 de agosto de 2020 y se transmitió en vivo por NJPW World desde el dojo de entrenamiento de NJPW en Los Ángeles. El evento se realizó sin espectadores debido a la pandemia de COVID-19. Las grabaciones del programa continuaron realizándose en el Oceanview Pavilion en Port Hueneme, California.

### Cambio de formato
El 30 de enero, NJPW anunció que todos los futuros eventos estadounidenses de la promoción se celebrarían bajo el nombre de NJPW Strong y estarían disponibles para su compra a través de proveedores de pago por visión (PPV). A partir de Battle in the Valley, el 18 de febrero, los PPV de NJPW comenzaron a emitirse como NJPW Strong Live, y Strong dejó de ser un programa propio con contenido exclusivo. Estos eventos PPV se emiten posteriormente en NJPW World en entregas de una hora como programas bajo demanda.

## Episodios especiales
| Episodio                       | Fechas                                   | Notas y referencias |
| ------------------------------ | ---------------------------------------- | --- |
| New Japan Cup USA              | 7 de agosto al 21 de agosto de 2020      | Presentó el torneo inaugural de la New Japan Cup USA.                                                                     |
| Fighting Spirit Unleashed 2020 | 4 y 11 de septiembre de 2020             | Presentó un combate por el certificado de derechos de retador al Campeonato Peso Pesado de los Estados Unidos de la IWGP. |
| Lion's Break Crown             | 25 de septiembre al 9 de octubre de 2020 | [ 15 ] |
| The New Beginning USA 2021     | 19 y 26 de febrero de 2021               | Presentó un combate por el Campeonato Peso Pesado de los Estados Unidos de la IWGP.                                       |
| New Japan Cup 2021 USA         | 9 de abril al 23 de abril de 2021        | Presentó la edición de 2021 del torneo de la New Japan Cup USA.                                                           |
| The New Beginning USA 2022     | 5 de febrero al 26 de febrero de 2022    | [ 18 ] |

## Personal

### Comentaristas
| Idioma  | Nombre                                                | Fechas                                    |
| ------- | ----------------------------------------------------- | ----------------------------------------- |
| Japonés | Hiroshi Tanahashi, Katsuyori Shibata y Shigeki Kiyono | 7 de agosto de 2020 – 28 de enero de 2023 |
| Inglés  | Alex Koslov y Kevin Kelly                             | 7 de agosto de 2020 – 28 de enero de 2023 |

### Anunciadores de ring
| Idioma | Nombre         | Fechas                                    |
| ------ | -------------- | ----------------------------------------- |
| Inglés | Adnan Kureishy | 7 de agosto de 2020 – 28 de enero de 2023 |